# پالمیتیک اسید
پالمیتیک اسید (به انگلیسی: Palmitic acid) با فرمول شیمیایی C۱۶H۳۲O۲ یک اسید چرب اشباع شده با شناسه پاب‌کم ۹۸۵ است که جرم مولی آن ۲۵۶٫۴۲ g/mol می‌باشد.
این اسید رایج‌ترین اسید چرب اشباع‌شده موجود در حیوانات، گیاهان و میکروارگانیسم‌هاست. شکل ظاهری این ترکیب، بلورهای سفید است. نام پالمیتیک از پالم (نخل) مشتق شده است هرچند این ترکیب در بسیاری از جانوران ، گیاهان و باکتریها نیز یافت می‌شود . این اسید جزء اصلی روغن میوه نخل‌های روغنی (روغن نخل) است که تا ۴۴ درصد کل چربی های آن را تشکیل می دهد. گوشت، پنیر، کره و سایر محصولات لبنی نیز دارای اسید پالمیتیک هستند که ۵۰ تا ۶۰ درصد کل چربی آنها را تشکیل می دهد.

## کاربردها

### سورفاکتانتها
از اسید پالمیتیک برای تولید صابون، لوازم آرایشی و مواد رهاسازی کپک صنعتی استفاده می‌شود. در این کاربردها از پالمیتات سدیم استفاده می شود که معمولاً از صابون‌سازی روغن پالم به دست می‌آید. برای این منظور، روغن نخل تهیه‌شده از درخت خرما (گونه  Elaeis guineensis)، با هیدروکسید‌سدیم (به شکل سود سوزآور) ترکیب می شود که باعث هیدرولیز گروه‌های استر و تولید گلیسرول و پالمیتات‌سدیم می شود.
هیدروژنه شدن اسید‌پالمیتیک باعث تولید ستیل‌الکل می‌شود که برای تولید مواد شوینده و لوازم آرایشی استفاده می شود.

### کاربردهای خوراکی
از آنجا که این ماده ارزان است و به غذاهای فرآوری شده (غذاهای راحت) بافت و طعم می بخشد، اسید پالمیتیک و نمک سدیم آن در مواد غذایی کاربرد فراوانی دارند. سدیم‌پالمیتات به عنوان یک افزودنی طبیعی در محصولات ارگانیک مجاز است.

### کاربردهای نظامی
نمک‌های آلومینیوم پالمیتیک اسید و نفتنیک اسید عوامل ژل‌کننده‌ای بودند که با مواد پتروشیمی فرار در طول جنگ جهانی دوم برای تولید ناپالم استفاده می‌شدند. کلمه ناپالم از دو کلمه نفتنیک اسید و پالمیتیک اسید گرفته شده است.